# Bébé Lilly
Bébé Lilly, é uma cantora virtual (em animação) para crianças. Criado pela Heben Music, uma gravadora que pertence a Warner Music e Sony Music, lançaram em 2006 um disco na França, uma das canções com o título Allô Papy, se tornou uma das mais populares sendo gravada em outras línguas como Alemão, Italiano e Português.

## Mon monde à moi (2006)
Mon monde à moi, em português "Meu Mundo" foi lançado em 2006, pela Sony Music. A primeira canção Allô Papy, foi lançada em 1 de abril de 2006 e chegou a 5° Posição do Top 50 da França. Ele ficou por três semanas consecutivas no Top 100 de vendas de singles francês. O single também chegou a 26° posição na Bélgica. Allo Papy foi certificado com disco de prata em dois meses.
O segundo single Les Bêtises, estreou na 12° Posição na França. Essa canção é um cover da Sabrina Paturel de 1980. Logo o single chegou a 8° Posição nas paradas. A músicas ficou 20 semanas consecutivas no Top 100 francês. A canção também chegou na 13° Posição na Bélgica.
O terceiro single foi La Jungle Des Animaux, o single ficou na 4° Posição por duas semanas consecutivas, o single foi certificado disco de prata.
O último single do disco foi Les Cowboys, e chegou a 4° Posição do Top 100. E ficou no Top 100 por 25 semanas.
No total o disco Mon monde à moi vendeu cerca de 57 mil cópias, tornando-se um disco de ouro.

## Compilation Les Vacances de Bébé Lilly
O disco Compilation Les Vacances de Bébé Lilly, em português As férias de Bébé Lilly. O primeiro single Megamix chegou a 13° posição na França, o disco ficou por dezenove semanas no Top 100 chegando a 5° Posição. Ele trazia canções do primeiro disco e de outras marcas como músicas de Dora, a Aventureira e outros.